# Tiroteo en el Parque Estatal Maquoketa Caves
El tiroteo en el Parque Estatal Maquoketa Caves ocurrió el 22 de julio de 2022, cuando se produjo un tiroteo masivo en el Parque Estatal Maquoketa Caves en el condado de Jackson, estado de Iowa, Estados Unidos, dejando 4 personas muertas, incluido el presunto perpetrador.

## Tiroteo
Poco antes de las 6:23 a. m. del 22 de julio de 2022, un hombre armado asesinó a tres miembros de la familia Schmidt. El padre, Tyler (42 años), recibió varios disparos y apuñalamientos hasta la muerte y la madre, Sarah (42 años), fue apuñalada varias veces hasta que murió. La hija de la pareja, Lula, de 6 años, murió de una herida de bala y estrangulamiento. El hijo de 9 años de la pareja, Arlo, fue el único sobreviviente del ataque.
Las autoridades recibieron una llamada telefónica notificándoles del triple asesinato alrededor de las 6:23 a. m. Después de llegar a la escena y descubrir a las víctimas, cerraron temporalmente el parque para investigar. Después de evacuar los campamentos, la policía se enteró de que el único campista registrado que estaba desaparecido era Anthony Orlando Sherwin (23 años), un residente de La Vista, Nebraska. En ese momento, no sabían si él era el perpetrador u otra víctima, pero sí sabían que estaba armado.
A las 11 a. m., el cuerpo de Sherwin fue encontrado por un avión utilizado por la policía para buscarlo. Sherwin había muerto de una herida de bala autoinfligida al oeste del campamento y pronto fue identificado por la policía como sospechoso en el caso.

## Investigación
El motivo del tiroteo aún se desconoce. No hay conexión conocida entre la familia Schmidt y Sherwin, y las autoridades creen que el tiroteo fue un ataque aleatorio.
El 4 de agosto, el Departamento de Seguridad Pública de Iowa publicó los informes de la autopsia. Las causas de muerte incluyen una combinación de heridas de bala, múltiples lesiones por fuerza cortante y estrangulamiento. El informe concluye que «los hechos y circunstancias conocidos, y todas las pruebas recopiladas hasta este punto, corroboran que Sherwin fue el autor de los homicidios y actuó solo».

## Consecuencias
Camp Shalom, un campamento de verano cristiano a una milla y media de distancia de donde tuvo lugar el tiroteo, fue evacuado de manera segura a las 9:15 a. m.

## Reacciones
Poco después del incidente, los padres sobrevivientes del presunto tirador disputaron las acusaciones contra su hijo, que no tenía antecedentes penales. «Creemos que (Anthony) podría haber sentido problemas y agarrado el arma por seguridad», dijo Cecilia Sherwin. «Nos negamos a creer las noticias. Estamos profundamente entristecidos porque tenía tanto por lo que vivir y no nos dio ninguna indicación de que algo estuviera mal». Un niño corrió al campamento de los Sherwin gritando pidiendo ayuda y le dijo que un hombre vestido de negro le había disparado a su familia, dijo. Cecilia Sherwin dijo que su hijo vestía de verde, no de negro, y no se encontró ropa negra en el área.
Kim Reynolds, el gobernador de Iowa, hizo una declaración sobre el tiroteo, diciendo: «Estoy horrorizada por el tiroteo de esta mañana en el Parque Estatal Maquoketa Caves y devastada por la pérdida de tres vidas inocentes. Mientras lloramos esta tragedia inimaginable, Kevin y yo oramos por los familiares de las víctimas y los agentes de la ley que respondieron a la escena. Pedimos a los habitantes de Iowa que hagan lo mismo». Los representantes Ashley Hinson, Cheri Bustos y el senador Chuck Grassley hicieron declaraciones similares.